# Michael Bates (prince de Sealand)
Pour les articles homonymes, voir Michael Bates et Bates.
Michael Bates, de son nom complet Michael Roy Bates, également connu sous les noms monarchiques de Prince Michael, et Michael de Sealand, né le 2 août 1952 à Brispol, dans le comté d'Essex, au Royaume-Uni, est un cryptarque et membre de la famille princière sealandaise, connu pour être depuis le 9 octobre 2012, le 2e prince et chef d'État de la principauté de Sealand qu'il a hérité de son père, le Prince Paddy Roy Bates, fondateur et 1er prince de la principauté de Sealand.
Actif de l'Organisation de la Principauté de Sealand, il est fait Prince régent par son père à partir de 1999, jusqu'à la mort de ce dernier en 2012.

## Biographie
Michael Bates naît en 1952 dans le comté d'Essex. Fils de Roy et Joan Bates, il rejoint, à l'âge de 14 ans, son père à Fort Roughs le 24 décembre 1966. Le 2 septembre 1967, Bates déclare l'indépendance de Fort Roughs et la proclame principauté sous le nom de Sealand.
Le 25 septembre 1975, le prince et souverain de Sealand proclama la mise en place de la Constitution de la principauté rédigée par Alexander Gottfried Achenbach, installé dans ses fonctions de Premier ministre et Chef du conseil privé à vie par le prince Roy Bates. Il s’agit d’un texte simple composé d’un préambule affirmant l’indépendance pleine et entière du Sealand et de sept articles chacun subdivisé lui-même en différentes clauses.
En 1978, l'homme d’affaires allemand Alexander Achenbach, avec le soutien d'autres allemands et de néerlandais, envahit la principauté et prend en otage Michael Bates, prince héritier du Sealand. Bates et ses hommes lancent alors une contre-attaque tôt le matin pour reprendre le contrôle du pays. Il détient les allemands et les hollandais comme prisonniers de guerre et reprend le commandement. L'un d'entre eux ayant accepté un passeport Sealand, il est détenu et reconnu coupable de trahison alors que les autres sont relâchés. L'Allemagne envoie un diplomate au Royaume-Uni pour lui demander une intervention, ce que le gouvernement britannique ne peut faire. L'Allemagne envoie donc ensuite un diplomate à Sealand pour négocier la libération du prisonnier. Il est libéré et le prince Bates affirme que l'acte de négociation diplomatique est une reconnaissance de facto de la principauté.
En 1999, Roy Bates prend sa retraite et se retire dans le comté d'Essex. Son fils, Michael, reprend les rênes du territoire avec le titre de « prince régent ».
Le 23 juin 2006 en début d'après-midi, un feu se propage sur la principauté et ravage le Sealand dans son ensemble. Selon la presse en janvier 2007, les autorités annoncent qu'elles quittent le « pays » et qu’elles comptent fonder un « gouvernement en exil ».
En janvier 2007, la presse se fait l'écho de la mise en vente de la plate-forme. Dix millions de livres pour 550 m2 habitables, soit un prix de 27 000 euros par mètre carré. Le journal français Libération rapporte ces propos du prince en titre, Michael, fils de Roy Bates : « Nous possédons l'île depuis 40 ans mais maintenant, mon père est âgé de 85 ans ; peut-être que le temps est venu d'un rajeunissement. » Et d'insister sur les avantages de l'État : vue panoramique sur la mer, tranquillité totale, absence d'impôt… Aucune précision n'est toutefois apportée sur les changements que cette vente va impliquer sur le régime.
Quelques jours plus tard, the Pirate Bay (qui a déjà soutenu la micronation Ladonia) lance l'initiative BuySealand.com afin de récolter 2 000 000 dollars pour acheter la plate-forme. Depuis, et malgré le succès de la collecte de fonds, l'équipe de la Pirate Bay a abandonné cette idée devant le refus du prince Michael qui s'oppose à la vente du territoire à un annuaire de fichiers Torrent, les activités de cette entité « violant les lois sur le copyright » selon lui, ce qu'il ne peut pas tolérer. Cependant, le projet vit un renouveau en 2016 même si les probabilités de succès semblent limitées.
Roy Bates meurt à l'âge de 91 ans en octobre 2012. Son fils s'autoproclame alors prince souverain du Sealand.
En 2015, Bates publie un mémoire sur ses expériences avec Sealand intitulé Principauté de Sealand: Holding the Fort. Il présente aussi une discussion de son livre à Estuary 2016, un festival d'art, de littérature, de musique et de cinéma.
En septembre 2017, le prince organise un dîner pour commémorer le 50e anniversaire de l'indépendance du Sealand, déclarant : « Nous sommes peut-être l'État le moins exigeant du monde. Nous ne forçons personne à adorer un dieu ou une religion ou quoi que ce soit. J'espère que je serai là pour les cinquante prochaines [années] ! »
Le 20 mai 2019, le prince se remarie avec Mei Shi à Hawaï.